# Státní převrat v Guatemale v roce 1954
Guatemalský státní převrat (španělsky Golpe de Estado en Guatemala) proběhl ve dnech 18. až 27. června 1954 a jeho cílem bylo svrhnutí demokraticky zvoleného guatemalského prezidenta Jacoba Árbenze a konec guatemalské revoluce. Převrat nastolil vojenskou diktaturu Carlose Castilla Armase, prvního z řady autoritářských vládců podporovaných USA v Guatemale. Převrat byl z velké části výsledkem tajné operace CIA s krycím názvem PBSuccess.
Guatemalská revoluce začala v roce 1944 poté, co lidové povstání svrhlo vojenskou diktaturu Jorgeho Ubica. V prvních demokratických volbách v Guatemale byl prezidentem zvolen Juan José Arévalo. Zavedl minimální mzdu a téměř všeobecné volební právo. Arévalo byl v roce 1951 vystřídán Árbenzem, který zavedl pozemkovou reformu, v jejímž rámci byl bezzemkům přiznán majetek. Guatemalská revoluce se nelíbila federální vládě USA, která ji v době studené války měla tendenci považovat za komunistickou. Toto vnímání ještě zesílilo poté, co byl Árbenz zvolen a formálně legalizoval komunistickou Guatemalskou stranu práce. Americká vláda se obávala, že by příklad Guatemaly mohl inspirovat nacionalisty toužící po sociálních reformách v celé Latinské Americe. Situaci silně ovlivnila i americká společnost United Fruit Company (UFC), jejíž vysoké zisky byly omezeny zmírněním vykořisťovatelských pracovních praktik v Guatemale, se zapojila do vlivné lobbistické kampaně s cílem přesvědčit Spojené státy americké, aby svrhly guatemalskou vládu. Americký prezident Harry S. Truman schválil v roce 1952 operaci PBFortune, jejímž cílem bylo svržení Árbenze a která byla předzvěstí operace PBSuccess.
Dwight D. Eisenhower byl v roce 1952 zvolen americkým prezidentem a slíbil, že bude tvrději postupovat proti komunismu. Členové jeho kabinetu John Foster Dulles (ministr zahraničí) a Allen Dulles (ředitel CIA) měli významné vazby na United Fruit Company. Americká federální vláda vyvodila přehnané závěry o rozsahu komunistického vlivu mezi Árbenzovými poradci a Eisenhower v srpnu 1953 pověřil CIA provedením operace PBSuccess. CIA vyzbrojila, financovala a vycvičila jednotku 480 mužů pod vedením Carlose Castilla Armase a po snaze USA kritizovat a izolovat Guatemalu na mezinárodní úrovni vtrhly Armasovy síly dne 18. června 1954 do Guatemaly, přičemž byly podporovány leteckým bombardováním Guatemala City, námořní blokádou i silnou kampaní v rámci psychologické války.
Invazním silám se vojensky nedařilo a většina jejich ofenziv byla poražena. Psychologická válka a strach z americké invaze však zastrašily guatemalskou armádu, která nakonec odmítla bojovat. Árbenz se neúspěšně pokusil vyzbrojit civilisty k odporu proti invazi a 27. června rezignoval. Castillo Armas se stal prezidentem o deset dní později po jednáních v San Salvadoru. Tento převrat, označovaný za definitivní smrtelnou ránu demokracii v Guatemale, byl široce kritizován na mezinárodní úrovni a posílil dlouhodobé protiamerické nálady v Latinské Americe. Ve snaze ospravedlnit převrat zahájila CIA operaci PBHistory, která hledala důkazy o sovětském vlivu v Guatemale mezi dokumenty z Árbenzovy éry, ale žádné nenašla. Castillo Armas rychle převzal diktátorskou moc, zakázal opoziční strany, popravoval, věznil a mučil politické odpůrce a zrušil sociální reformy revoluce. Během prvních měsíců své vlády Castillo Armas shromáždil a popravil tři až pět tisíc Árbenzových stoupenců. Následovala téměř čtyři desetiletí občanské války, kdy levicové guerilly bojovaly proti řadě autoritářských režimů podporovaných Spojenými státy, mezi jejichž brutální činy patří i genocida mayského obyvatelstva.

## Pozadí

### Monroeova doktrína
Zahraničněpolitická doktrína amerického prezidenta Jamese Monroea z roku 1823 varovala evropské mocnosti před další kolonizací Latinské Ameriky. Deklarovaným cílem Monroeovy doktríny bylo udržet pořádek a stabilitu a zajistit, aby nebyl omezen přístup USA ke zdrojům a trhům. Historik Mark Gilderhus uvádí, že doktrína obsahovala také rasisticky povýšený jazyk, který latinskoamerické země přirovnával k hašteřivým dětem. Ačkoli USA zpočátku neměly moc doktrínu prosadit, v průběhu 19. století se mnoho evropských mocností z Latinské Ameriky stáhlo, což umožnilo USA rozšířit sféru vlivu. V roce 1895 prezident Grover Cleveland předložil militantnější verzi doktríny a prohlásil, že USA jsou na kontinentu „prakticky suverénní“.
Po španělsko-americké válce v roce 1898 byla tato agresivní interpretace použita k vytvoření ekonomického impéria USA v Karibiku, například smlouvou s Kubou z roku 1903, která byla silně vychýlena ve prospěch USA. Prezident USA Theodore Roosevelt věřil, že Spojené státy by měly být ekonomickým hegemonem a hlavním příjemcem produkce Střední Ameriky. USA tuto hegemonii prosazovaly ozbrojenými intervencemi v Nikaragui (1912–33) a na Haiti (1915–34). V Guatemale, kde se vystřídala řada diktátorů ochotných vyjít vstříc ekonomickým zájmům USA výměnou za podporu jejich režimů, nemusely USA použít svou vojenskou sílu. Guatemala patřila mezi středoamerické země tohoto období označované pojmem banánová republika. V letech 1890 až 1920 se kontrola nad guatemalskými zdroji a její ekonomikou přesunula z Velké Británie a Německa do USA, které se staly dominantním obchodním partnerem Guatemaly. Monroeova doktrína byla i nadále považována za relevantní pro Guatemalu a byla použita k ospravedlnění převratu.

### Autoritářské režimy a United Fruit Company

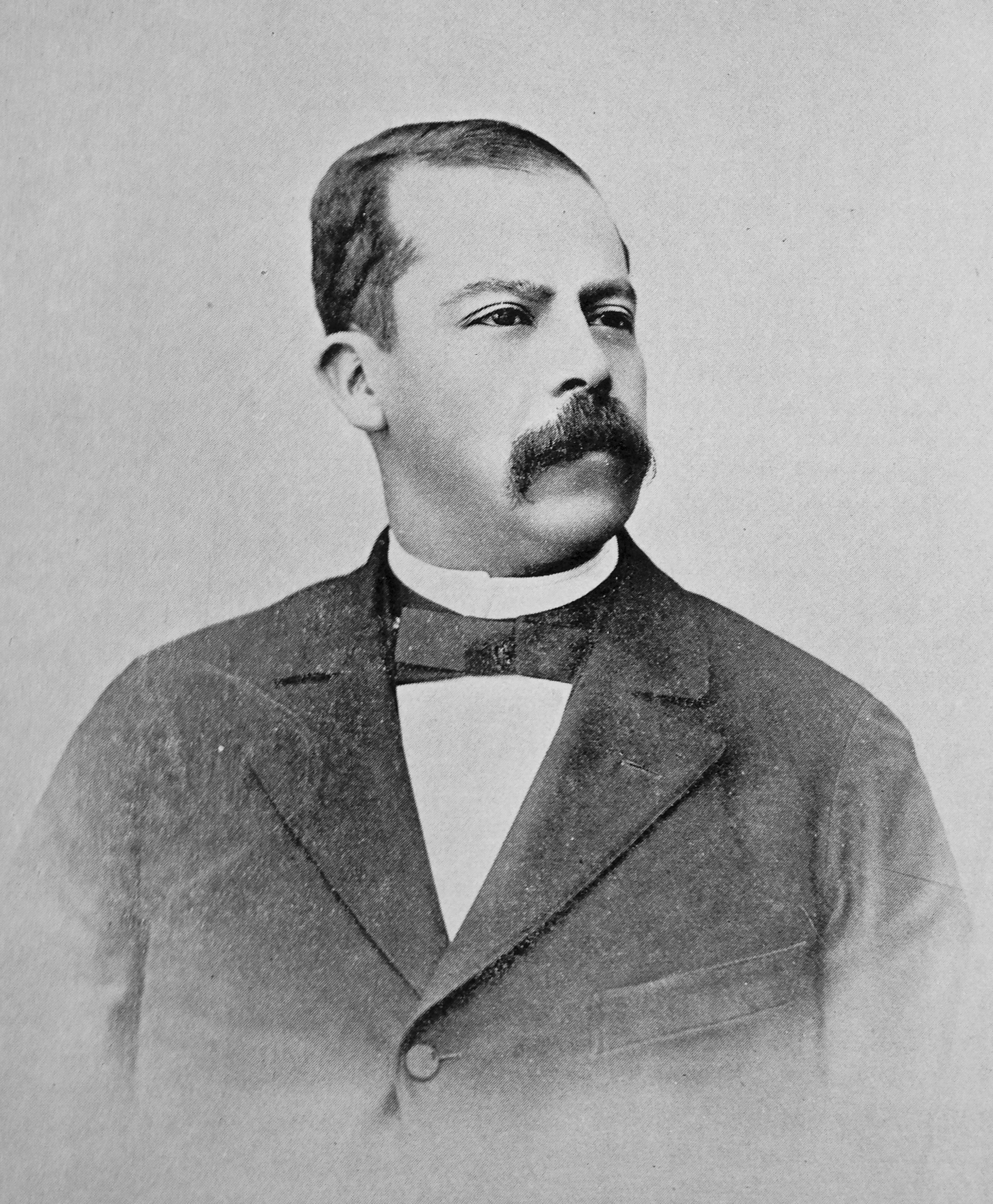
Guatemalský prezident Manuel Estrada Cabrera v roce 1898

Po prudkém nárůstu celosvětové poptávky po kávě na konci 19. století guatemalská vláda poskytla majitelům plantáží několik koncesí. Přijala zákony, které vyvlastnily komunální pozemky původního obyvatelstva a umožnily jejich nákup pěstitelům kávy. Manuel Estrada Cabrera, guatemalský prezident v letech 1898–1920, byl jedním z několika vládců, kteří udělali rozsáhlé koncese zahraničním společnostem, včetně společnosti United Fruit Company (UFC). Tato firma, založená v roce 1899 spojením dvou velkých amerických společností, vlastnila rozsáhlé pozemky po celé Střední Americe a v Guatemale kontrolovala železnice, doky a komunikační systémy. Do roku 1900 se stala největším vývozcem banánů na světě a měla monopol na guatemalský obchod s banány. Novinář a spisovatel William Blum popisuje roli UFC v Guatemale jako „stát ve státě“. Cabrerova vláda diktovala finanční politiku a zajišťovala, aby americkým společnostem bylo uděleno několik výhradních práv. Když byl Cabrera v roce 1920 svržen, USA vyslaly ozbrojené síly, aby se ujistily, že nový prezident zůstane servilní vůči Spojeným státům.
V obavách z lidového povstání po nepokojích vyvolaných Velkou hospodářskou krizí poskytli bohatí guatemalští vlastníci půdy svou podporu Jorge Ubicovi, který v roce 1931 vyhrál volby se ziskem 100%. Ubicův režim se stal jedním z nejrepresivnějších v regionu. Zrušil dluhové pachtovné a nahradil ho zákonem o tuláctví, který stanovil, že všichni muži bez půdy v produktivním věku musí ročně odpracovat minimálně 100 dní nucených prací. Povoloval majitelům půdy, aby proti svým dělníkům podnikali jakékoli kroky, včetně poprav. Ubico byl obdivovatelem evropských fašistických vůdců, jako byli Benito Mussolini a Adolf Hitler, ale z geopolitických důvodů se musel spojit se Spojenými státy a po celou dobu své vlády dostával od této země značnou podporu. Ubico byl přesvědčený antikomunista a na několik rolnických povstání reagoval vězněním a masakry.
Do roku 1930 získala UFC provozní kapitál ve výši 215 milionů amerických dolarů (téměř 4 miliardy dolarů v roce 2023) a již několik let byla největším vlastníkem půdy a zaměstnavatelem v Guatemale. Ubico jí poskytlo novou smlouvu, která byla pro společnost nesmírně výhodná. Zahrnovala 200 000 hektarů (490 000 akrů) veřejné půdy, osvobození od daní a záruku, že žádná jiná společnost nedostane konkurenční zakázku. Ubico požadoval, aby UFC omezila denní mzdu ve svých podnicích na 50 amerických centů, aby dělníci v jiných společnostech měli menší možnost požadovat vyšší mzdy.

### Guatemalská revoluce a Arévalova vláda
Represivní politika Ubicovy vlády vyústila v roce 1944 v povstání vedené univerzitními studenty a občany střední třídy. Ubico uprchl a předal moc tříčlenné juntě, která pokračovala v jeho politice, dokud ji nesvrhla říjnová revoluce, jejímž cílem byla přeměna Guatemaly v liberální demokracii. V následujících svobodných volbách se stal guatemalským prezidentem filozoficky konzervativní univerzitní profesor Juan José Arévalo. Arévalova administrativa vypracovala liberálnější zákoník práce, vybudovala zdravotnická střediska a zvýšila finanční prostředky na vzdělávání. Arévalo uzákonil minimální mzdu a vytvořil státní farmy, které zaměstnávaly dělníky bez půdy. Potlačil komunistickou Guatemalskou stranu práce (Partido Guatemalteco del Trabajo, PGT) a v roce 1945 kriminalizoval odbory na pracovištích s méně než 500 zaměstnanci. V roce 1947 zbylé odbory zesílily natolik, že na něj zatlačily, aby vypracoval nový zákoník práce, který znemožnil diskriminaci na pracovišti a vytvořil zdravotní a bezpečnostní normy. Arévalo však odmítl prosazovat jakoukoli pozemkovou reformu a zastavil se před drastickou změnou pracovních vztahů na venkově.
Navzdory Arévalovu antikomunismu k němu USA přistupovaly s nedůvěrou a obávaly se, že je pod sovětským vlivem. Komunistické hnutí během Arévalova prezidentství posílilo, částečně proto, že propustil jeho vězněné vůdce, a také díky síle učitelských odborů. I přesto komunisté stále čelili státní šikaně, neboť byli při každé příležitosti obtěžováni Arévalovou policií. Dalším důvodem k obavám USA byla Arévalova podpora Karibské legie. Legie byla skupina pokrokových exulantů a revolucionářů, jejímiž členy byl i Fidel Castro, která usilovala o svržení diktatur podporovaných USA v celé Střední Americe. Vláda čelila také opozici uvnitř země; Arévalo přežil nejméně 25 pokusů o převrat. Významným příkladem byl pokus v roce 1949 vedený Franciscem Aranou, který byl zmařen ozbrojenou přestřelkou mezi Aranovými stoupenci a jednotkou vedenou Arévalovým ministrem obrany Jacobo Árbenzem. Arana byl mezi zabitými, ale podrobnosti o pokusu o převrat nebyly nikdy zveřejněny. Dalšími zdroji opozice proti Arévalově vládě byli pravicoví politici a konzervativci v armádě, kteří posílili během Ubicovy diktatury, a také duchovní katolické církve.

### Árbenzovo prezidentství a pozemková reforma

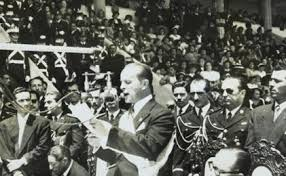
Inaugurace nově zvoleného prezidenta Árbenze

V převážně svobodných volbách v roce 1950 zvítězil populární Árbenz a představovaly první předání moci mezi demokraticky zvolenými vůdci v Guatemale. Árbenz měl osobní vazby na některé členy komunistické PGT, která byla během jeho vlády legalizována, a několik členů PGT se podílelo na politice nového prezidenta. Nicméně Árbenz se nesnažil změnit Guatemalu v komunistický stát, místo toho zvolil umírněně kapitalistický přístup. Také PGT se zavázala pracovat v rámci stávajícího právního rámce, aby dosáhla svých bezprostředních cílů, jimiž byla emancipace rolníků a zlepšení práv dělníků. Nejvýraznější součástí Árbenzovy politiky byl jeho návrh zákona o agrární reformě. Árbenz jej vypracoval sám, přičemž si nechal poradit od ekonomů z celé Latinské Ameriky. Zákon se zaměřoval na převod neobdělávané půdy od velkých vlastníků půdy na chudé dělníky, kteří by pak mohli založit vlastní životaschopná hospodářství.

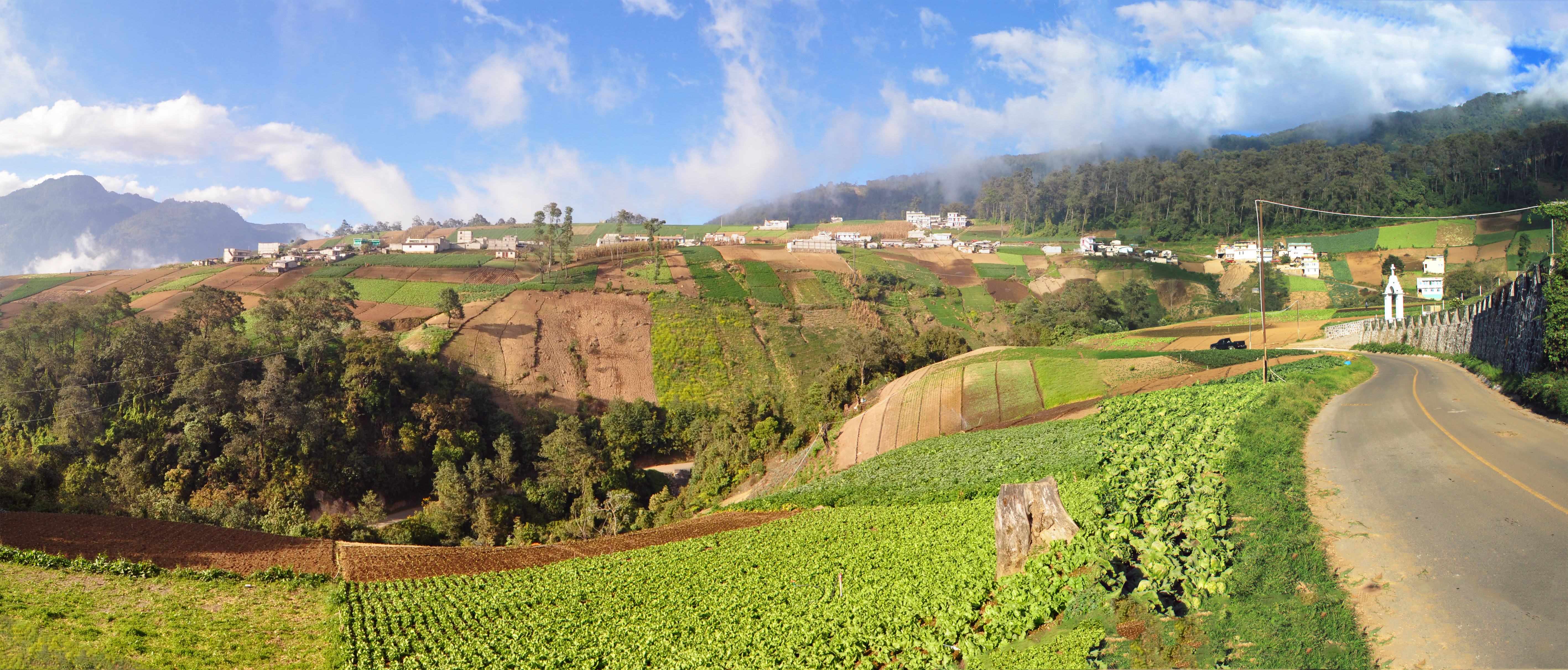
Zemědělská půda v departmentu Quetzaltenango

Oficiální název zákona o agrární reformě zněl Dekret 900. Vyvlastňovala se jím veškerá neobdělávaná půda z pozemkových majetků, které byly větší než 673 akrů (272 ha). Pokud měly statky rozlohu mezi 224 akry (91 ha) a 672 akry (272 ha), měla být neobdělávaná půda vyvlastněna pouze tehdy, pokud byly využívány méně než dvě třetiny z ní. Vlastníci byli odškodněni státními dluhopisy, jejichž hodnota se rovnala hodnotě vyvlastněné půdy. Hodnota samotné půdy byla taková, jakou ji vlastníci deklarovali ve svých daňových přiznáních v roce 1952. Z téměř 350 000 soukromých pozemků bylo vyvlastněním postiženo pouze 1 710 pozemků. Zákon byl prováděn velmi rychle, což vedlo k některým svévolným záborům půdy, přičemž občasně docházelo k násilnostem namířeným proti vlastníkům půdy.
Do června 1954 bylo vyvlastněno a rozděleno 1 400 000 akrů (570 000 ha) půdy. Do té doby získalo půdu přibližně 500 000 osob, tedy jedna šestina obyvatelstva. V rozporu s předpověďmi odpůrců zákona došlo k mírnému zvýšení produktivity guatemalského zemědělství, obdělávané plochy a nákupu zemědělských strojů. Celkově zákon vedl k výraznému zlepšení životní úrovně tisíců rolnických rodin, z nichž většinu tvořili domorodci. Historik Greg Grandin vidí v zákonu zásadní mocenskou změnu ve prospěch dosud marginalizovaných.

## Předehra revoluce

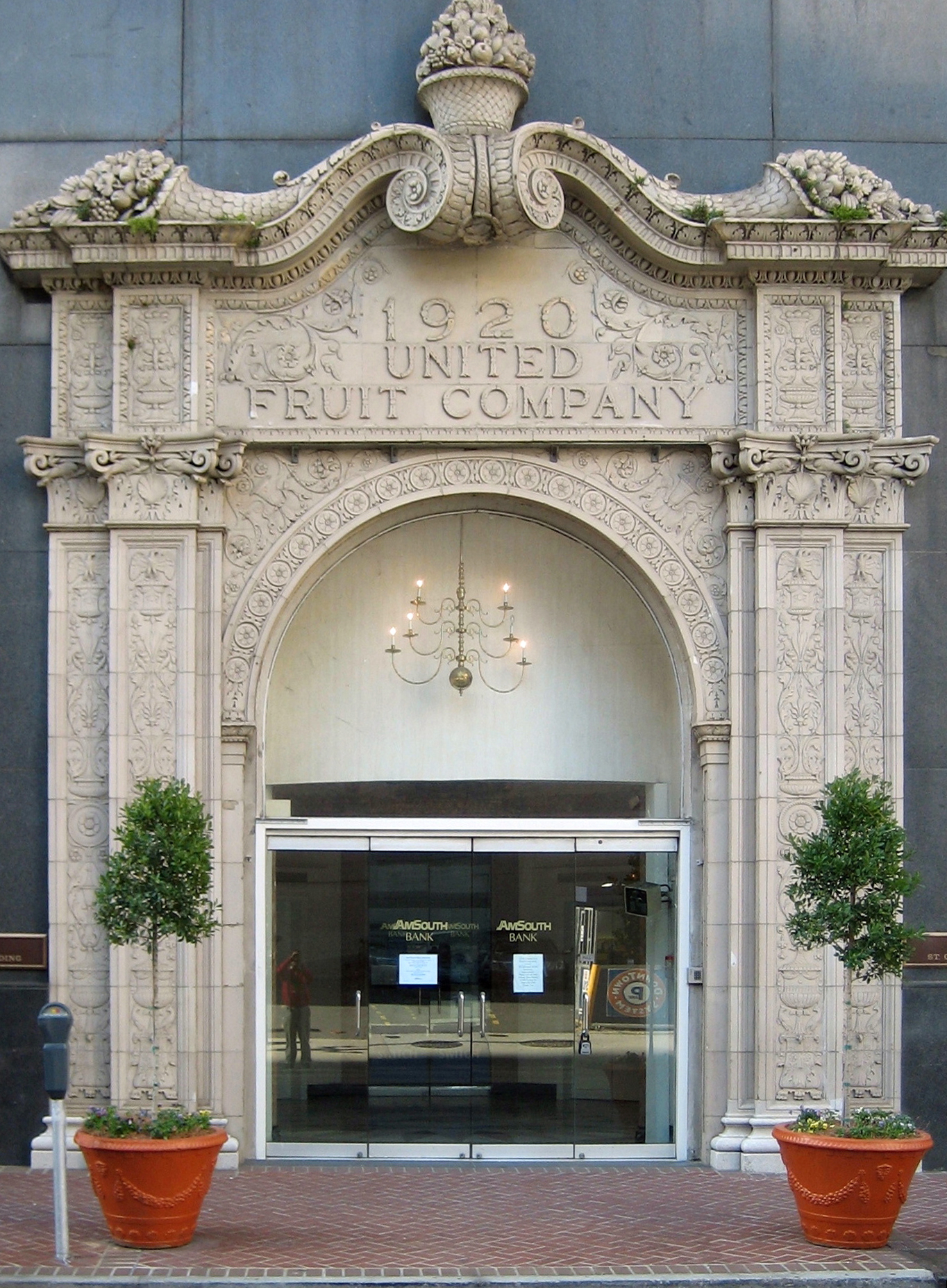
Bývalé sídlo United Fruit Company v New Orleans

### Lobbování United Fruit Company
V roce 1950 činil roční zisk společnosti United Fruit Company (nyní společnost Chiquita) 65 milionů amerických dolarů, což bylo dvakrát více než příjmy guatemalské vlády. Společnost byla největším vlastníkem půdy v Guatemale a prakticky vlastnila Puerto Barrios, jediný guatemalský přístav u Atlantiku, což jí umožňovalo profitovat z toku zboží přes tento přístav. Kvůli dlouhému spojení s Ubicovou vládou považovali guatemalští revolucionáři po roce 1944 UFC za překážku pokroku. Tento obraz byl ještě posílen diskriminační politikou společnosti vůči domorodému obyvatelstvu. Vzhledem ke své velikosti se reformy Arévalovy vlády dotkly UFC více než jiných společností. Nový zákoník práce mimo jiné umožnil zaměstnancům UFC stávkovat, když nebyly splněny jejich požadavky na vyšší mzdy a jistotu zaměstnání. Společnost se považovala za terč reforem a odmítala se stávkujícími vyjednávat, přestože často porušovala nové zákony. Potíže společnosti se ještě prohloubily přijetím agrární reformy. Z 550 000 akrů (220 000 ha), které společnost vlastnila, bylo obděláváno pouze 15 %; zbytek byl nevyužívaný, a spadal tak do působnosti zákona o agrární reformě.
UFC reagovala intenzivním lobbováním u americké vlády. Několik kongresmanů kritizovalo guatemalskou vládu za to, že nechrání zájmy společnosti. Guatemalská vláda odpověděla, že společnost je hlavní překážkou pokroku v zemi. Američtí historici poznamenali, že „[Guatemalcům] se zdálo, že jejich země je nemilosrdně vykořisťována zahraničními zájmy, které si odnášejí obrovské zisky, aniž by jakkoli přispívaly k blahobytu národa.“ V roce 1953 vláda vyvlastnila 200 000 akrů (81 000 ha) neobdělávané půdy a zaplatila 2,99 amerických dolarů za akr (7,39 amerických dolarů za hektar), což bylo dvakrát více, než společnost zaplatila při koupi pozemků. Brzy poté došlo k dalšímu vyvlastnění, takže celková částka přesáhla 400 000 akrů (160 000 ha), a to ve výši, kterou UFC ocenila svůj majetek v daňovém přiznání. Společnost byla nespokojena se ztrátou půdy a s výší zisku z prodeje, což vedlo k dalšímu lobbování ve Washingtonu, zejména prostřednictvím amerického ministra zahraničí Johna Fostera Dullese, který měl na společnost úzké vazby.
UFC také zahájila veřejnou kampaň s cílem zdiskreditovat guatemalskou vládu a najala Edwarda Bernayse, který po několik let vedl soustředěnou dezinformační kampaň, jež společnost vykreslovala jako oběť „komunistické“ guatemalské vlády. Patřilo k nim i zadání výzkumné studie firmě známé jako nepřátelská vůči sociálním reformám, která vypracovala 235 stránkovou zprávu silně kritickou vůči guatemalské vládě. Historici uvádějí, že zpráva byla plná „přehánění, hanlivých popisů a bizarních historických teorií“, ale přesto měla významný vliv na členy Kongresu, kteří si ji přečetli.“ Celkově firma utratila přes půl milionu dolarů, aby přesvědčila zákonodárce a americkou veřejnost, že guatemalskou vládu je třeba svrhnout. Společnost ještě zintenzivnila své úsilí poté, co byl roku 1952 zvolen americkým prezidentem antikomunista Dwight D. Eisenhower.

### Operace PBFortune

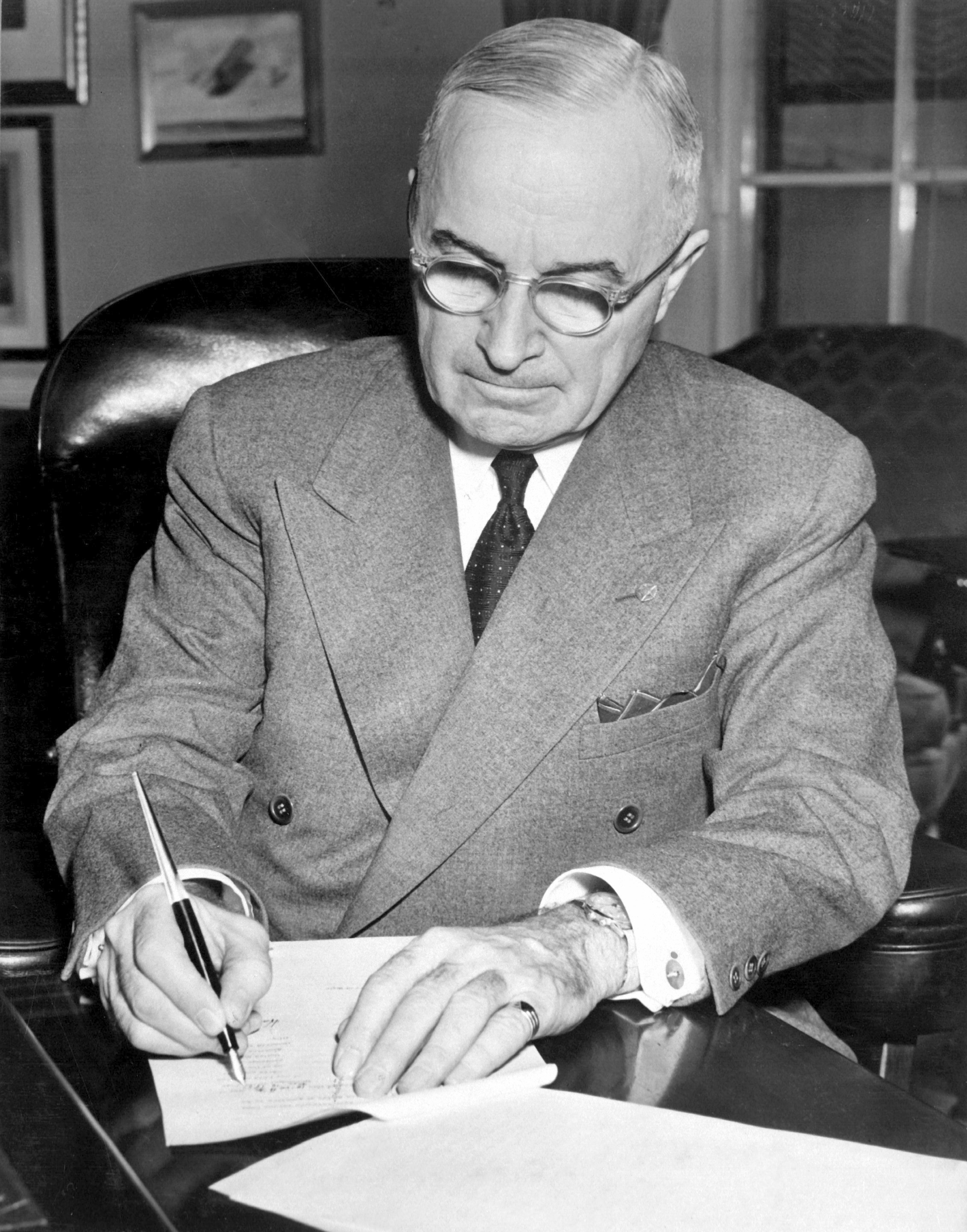
Americký prezident Harry S. Truman (na obrázku z roku 1950) povolil CIA provést guatemalský pokus o převrat v roce 1952. Ten však skončil neúspěchem

S rozvojem studené války a střetem guatemalské vlády s americkými korporacemi rostlo podezření americké vlády vůči guatemalské revoluci a zejména pak soudobé vládě. Studená válka navíc předestřela Trumanově vládě důvody k tomu, aby guatemalskou vládu považovala za komunistickou. Arévalova podpora Karibské legie také znepokojovala Trumanovu administrativu, která v ní viděla spíše nástroj komunismu než antidiktátorskou sílu, za kterou byla považována. Až do konce svého funkčního období se Trumanova administrativa spoléhala na čistě diplomatické a ekonomické prostředky ve snaze omezit vnímaný komunistický vliv. USA po roce 1944 odmítaly prodávat guatemalské vládě zbraně; v roce 1951 začaly blokovat guatemalské nároky zbraní.
Obavy USA z komunistického vlivu vzrostly po zvolení Árbenze v roce 1951 a po přijetí jeho agrární reformy. V dubnu 1952 uskutečnil nikaragujský pravicový diktátor Anastasio Somoza García svou první státní návštěvu USA a pronesl několik veřejných projevů, v nichž chválil USA, a newyorská vláda mu udělila medaili. Během setkání s Trumanem a jeho vedoucími pracovníky Somoza prohlásil, že pokud mu USA poskytnou zbraně, „vyčistí Guatemalu.“ Tento návrh se nesetkal s velkou okamžitou podporou, ale Truman pověřil Ústřední zpravodajskou službu (CIA), aby se jím zabývala. CIA kontaktovala Carlose Castilla Armase, důstojníka guatemalské armády, který byl v roce 1949 vyhoštěn ze země po neúspěšném pokusu o puč proti prezidentu Arévalovi. V přesvědčení, že Castillo Armas provede převrat tak jako tak, se CIA rozhodla dodat mu zbraně a 225 000 amerických dolarů. CIA považovala Castilla Armase za dostatečně zkorumpovaného a autoritářského, aby byl vhodný k vedení převratu.
Převrat byl podrobně naplánován během několika následujících týdnů CIA, UFC a Somozou. CIA rovněž kontaktovala Marcose Péreze Jiméneze z Venezuely a Rafaela Trujilla z Dominikánské republiky; oba diktátoři podporovaní USA plán podpořili a souhlasili s tím, že přispějí určitou finanční částkou. Ačkoli byl PBFortune oficiálně schválen dne 9. září 1952, různé kroky k plánování byly podniknuty již dříve v průběhu roku. V lednu 1952 sestavili důstojníci Ředitelství plánů CIA seznam „nejvyšších komunistů, které by si nová vláda přála v případě úspěšného protikomunistického převratu okamžitě zlikvidovat.“ Plán CIA počítal s vraždou více než 58 Guatemalců a zatčením mnoha dalších.
Ústřední zpravodajská služba uvedla plán do pohybu koncem roku 1952. Nákladní loď, kterou si vypůjčila od UFC, byla v New Orleans speciálně upravena a pod záminkou zemědělských strojů naložena zbraněmi a vyplula do Nikaraguy. Operace však byla brzy ukončena a zprávy o jejím ukončení se různí. Některé zdroje uvádějí, že ministerstvo zahraničí plán odhalilo, když byl vysoký úředník požádán, aby podepsal jistý dokument, zatímco jiné naznačují, že Somoza operaci prozradil. Nakonec ministr zahraničí Dean Acheson operaci odvolal. CIA Castilla Armase nadále podporovala; vyplácela mu měsíční honorář ve výši 3 000 amerických dolarů a poskytovala mu prostředky na udržování jeho povstaleckých sil.

### Eisenhowerova vláda
Dwight D. Eisenhower se během své úspěšné prezidentské kampaně zavázal k aktivnější protikomunistické politice a slíbil, že bude komunismus spíše potlačovat než zadržovat. Pracoval v atmosféře sílícího mccarthismu ve vládních kruzích a Eisenhower byl ochotnější než Truman využít CIA k sesazení vlád, které se Spojeným státům nelíbily. Přestože operace PBFortune byla rychle přerušena, napětí mezi USA a Guatemalou nadále rostlo, zejména po legalizaci komunistické PGT a jejím začlenění do vládní koalice pro volby v lednu 1953. Články publikované v americkém tisku často informovaly o rostoucím komunistickém vlivu; například článek v New York Times o návštěvě chilského básníka Pabla Nerudy v Guatemale zdůrazňoval jeho komunistické přesvědčení, ale opomněl zmínit jeho pověst největšího žijícího básníka Latinské Ameriky.
Několik osobností Eisenhowerovy administrativy, včetně ministra zahraničí Johna Fostera Dullese a jeho bratra ředitele CIA Allena Dullese, mělo úzké vazby na United Fruit Company. Bratři Dullesové byli partnery advokátní kanceláře Sullivan & Cromwell a v této funkci pro UFC zprostředkovali několik obchodů. Náměstek ministra zahraničí Walter Bedell Smith se později stal ředitelem společnosti, zatímco Eisenhowerova osobní asistentka Ann C. Whitmanová byla manželkou ředitele UFC pro styk s veřejností Edmunda S. Whitmana. Tyto osobní vazby znamenaly, že Eisenhowerova administrativa měla tendenci spojovat zájmy UFC se zájmy národní bezpečnosti USA, a díky tomu byla ochotnější svrhnout guatemalskou vládu. Úspěch operace CIA v roce 1953 (známý také jako Operace Ajax), jejímž cílem bylo svrhnout demokraticky zvoleného íránského premiéra, rovněž posílil Eisenhowerovu víru ve využití agentury k uskutečnění politických změn v zahraničí.

Historici a autoři píšící o převratu v roce 1954 diskutovali o relativním významu role United Fruit Company a obav z komunistického vlivu (ať už byly podložené realitou či nikoliv) pro rozhodnutí USA vyvolat převrat v roce 1954. Několik historiků tvrdilo, že hlavní motivací pro USA byl lobbing UFC, zejména pak ekonomické vazby jednotlivých členů vlády na společnost. Jiní tvrdili, že svržení bylo motivováno především strategickým zájmem USA; vědomí přítomnosti malého počtu komunistů v blízkosti Árbenze vedlo USA k nesprávným závěrům o rozsahu komunistického vlivu. Další část historiků však tvrdí, že svržení bylo součástí širší tendence v USA. vystupovat proti nacionalistickým hnutím ve třetím světě. Někteří tvrdí, že Washington nevěřil, že Guatemala představuje bezprostřední komunistickou hrozbu, a odvolávají se na odtajněné dokumenty amerického štábu pro plánování politiky, v nichž se uvádí, že skutečným rizikem byl příklad nezávislosti na USA, který by Guatemala mohla nabídnout nacionalistům toužícím po sociálních reformách v celé Latinské Americe. Jak role UFC, tak i vnímání komunistického vlivu jsou dodnes uváděny jako motivace pro jednání USA.

Prezident Dwight D. Eisenhower, který operaci PBSucces schválil a podporoval
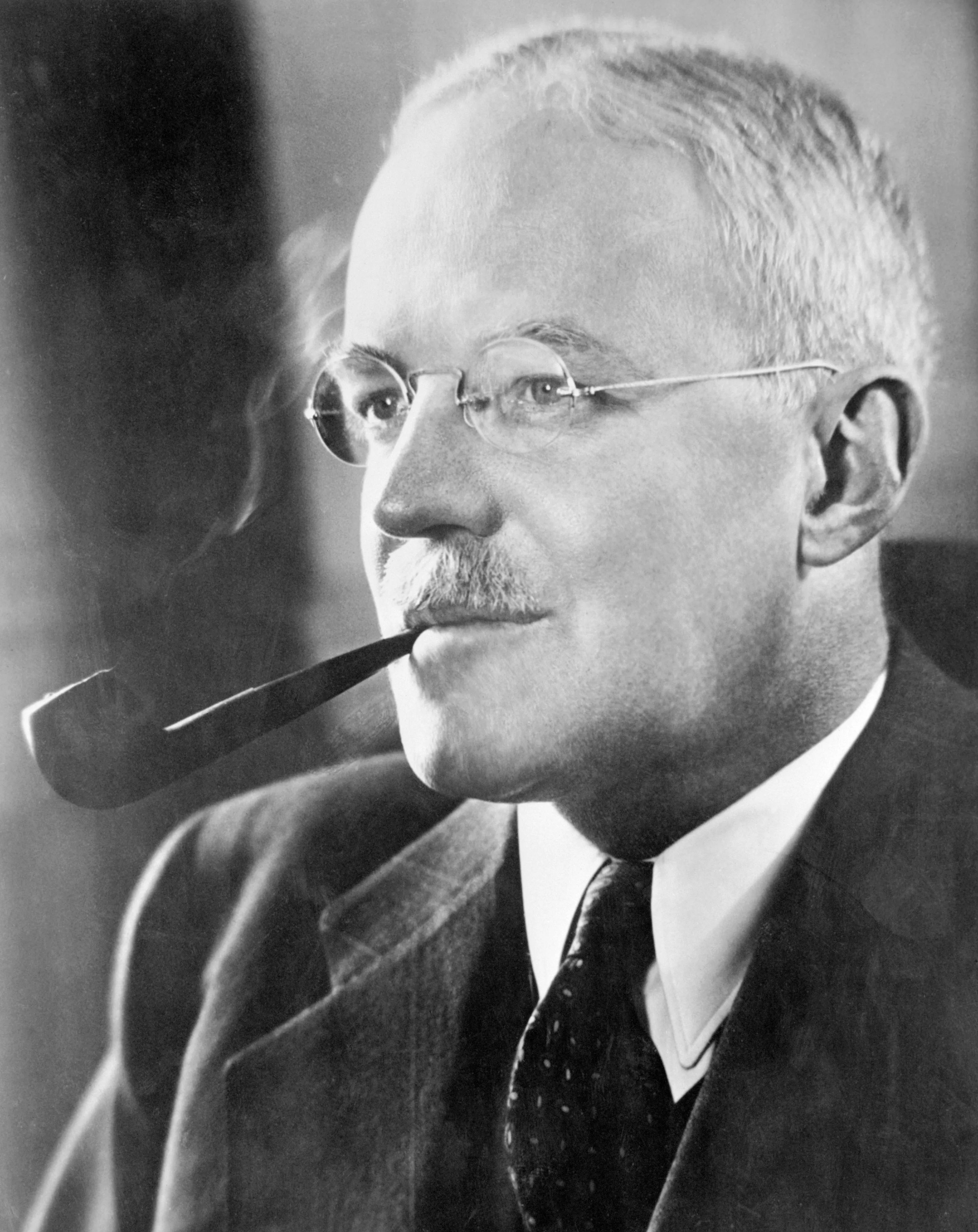
Allen W. Dulles, který v době převratu stál ve vedení Ústřední zpravodajské služby a bývalý partner advokátní kanceláře pracující pro UFC
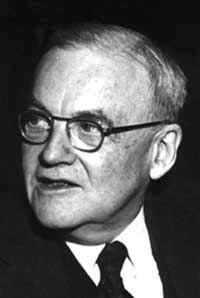
John Foster Dulles, ministr zahraničních věcí a bývalý partner advokátní kanceláře pracující pro UFC
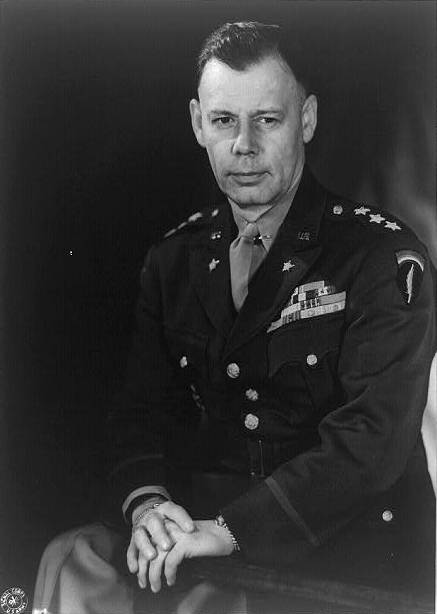
Walter Bedell Smith, náměstek ministra zahraničí, se později stal ředitelem společnosti UFC
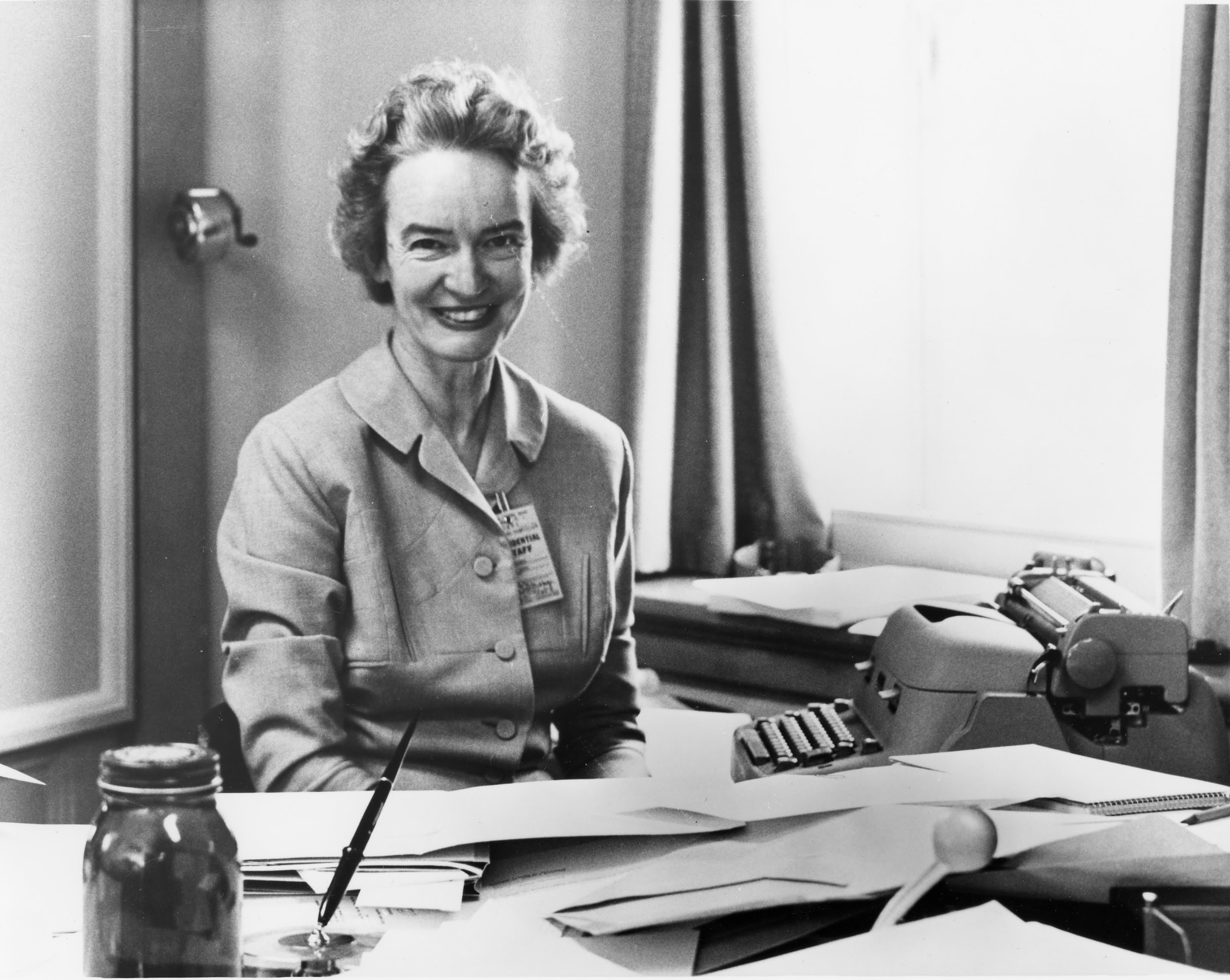
Ann C. Whitman, Eisenhowerova osobní sekretářka, byla manželkou ředitele pro styk s veřejností UFC
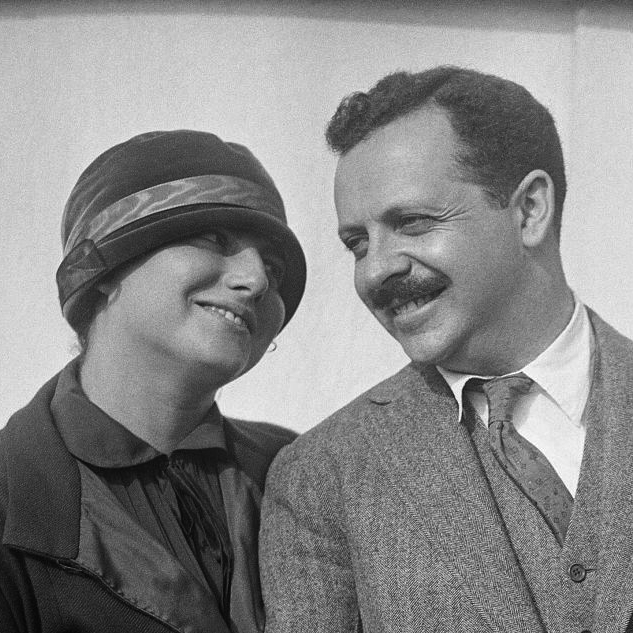
Edward Bernays, který vytvářel pro UFC dezinformační kampaň na obvinění Guatemaly z komunismu
John Peurifoy, nově dosazený velvyslanec USA v Guatemale
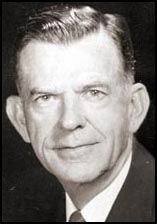
William D. Pawley, podnikatel a silný antikomunista, který povstalcům zaplatil podstatnou část amerických letadel

## Operace PBSuccess

### Příprava

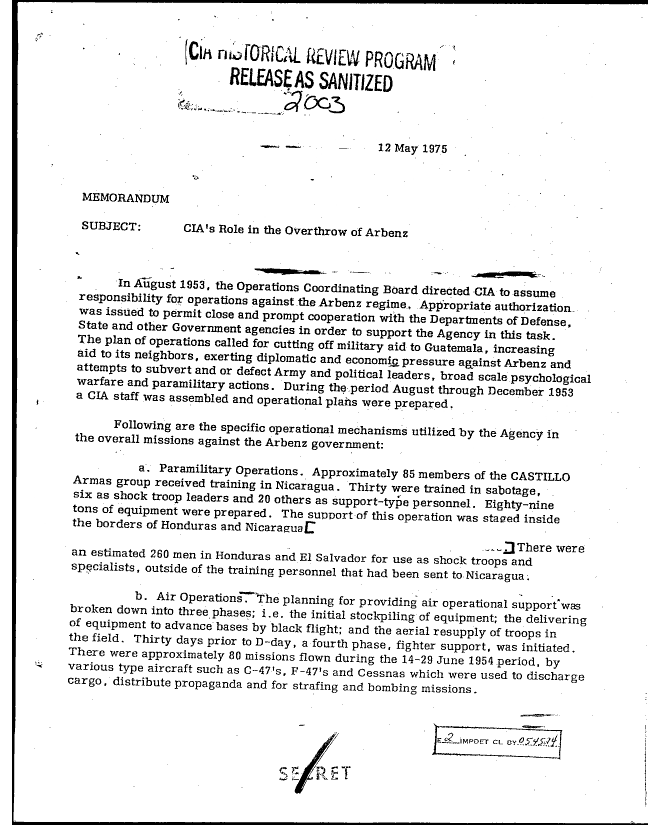
Memorandum, které popisuje organizaci CIA v rámci polovojenského sesazení prezidenta Jacoba Árbenze v červnu 1954

Eisenhower v srpnu 1953 schválil operaci CIA na svržení Jacoba Árbenze s krycím názvem Operace PBSuccess. Operaci byl přidělen rozpočet ve výši 2,7 milionu amerických dolarů na „psychologickou válku a politickou akci,“ celkový rozpočet se odhaduje na 5 až 7 milionů dolarů a na plánování se podílelo více než 100 agentů CIA. Operace navíc rekrutovala desítky osob z řad guatemalských exulantů a obyvatel okolních zemí. Součástí plánů bylo i vypracování seznamů osob z Árbenzovy vlády, které měly být v případě uskutečnění puče zavražděny. Byly sestaveny manuály technik atentátů a také seznamy osob, které měla junta zlikvidovat. Jednalo se o první známé manuály CIA k atentátům, které byly opakovaně použity při pozdějších akcích CIA.
Ministerstvo zahraničí vytvořilo tým diplomatů, kteří měli podporovat operaci. Vedl ho John Peurifoy, který v říjnu 1953 převzal funkci velvyslance v Guatemale. Dalším členem týmu byl William D. Pawley, bohatý obchodník a diplomat s rozsáhlými znalostmi leteckého průmyslu. Peurifoy byl militantní antikomunista a svou ochotu spolupracovat se CIA prokázal již během svého působení na postu velvyslance Spojených států v Řecku. Za Peurifoyova působení se vztahy s guatemalskou vládou dále zhoršily, avšak vztahy s ozbrojenými složkami země se zlepšily. Ve zprávě Johnu Dullesovi Peurifoy uvedl, že je „definitivně přesvědčen, že pokud se ještě [Árbenz] nestal komunistou, tak to určitě udělá, když se nějaký objeví.“ V rámci CIA operaci vedl zástupce ředitele pro plánování Frank Wisner. Polním velitelem, kterého Wisner vybral, byl bývalý plukovník americké armády Albert Haney, tehdejší šéf velitelství CIA v Jižní Koreji. Haney podléhal přímo Wisnerovi, čímž se PBSuccess oddělil od latinskoamerické divize CIA, což v agentuře vyvolalo určité napětí. Haney se rozhodl zřídit velitelství v utajeném kancelářském komplexu v Opa-locka na Floridě, který dostal krycí jméno „Lincoln“ a stal se nervovým centrem operace.
Operaci CIA zkomplikoval předčasný převrat dne 29. března 1953, kdy došlo k marnému útoku na armádní posádku v Salamá v centrálním guatemalském departementu Baja Verapaz. Vzpoura byla rychle potlačena a řada jejích účastníků byla zatčena. Několik agentů a spojenců CIA bylo uvězněno, což oslabilo snahu o převrat. CIA se tak začala více spoléhat na guatemalské exilové skupiny a jejich protidemokratické spojence v Guatemale. CIA zvažovala několik kandidátů na vedení převratu. Miguel Ydígoras Fuentes, konzervativní kandidát, který v roce 1950 prohrál volby s Árbenzem, se těšil přízni guatemalské opozice, ale byl odmítnut kvůli své roli v Ubicově režimu a také kvůli svému evropskému vzhledu, který se pravděpodobně nelíbil většinově rasově smíšenému mestickému obyvatelstvu. Dalším populárním kandidátem byl pěstitel kávy Juan Córdova Cerna, který krátce působil v Arévalově vládě, než se stal právním poradcem UFC. Smrt jeho syna v protivládním povstání v roce 1950 ho obrátila proti vládě a před útěkem do exilu ke Castillo Armasovi v roce 1953 naplánoval neúspěšný puč. Ačkoli mu jeho postavení civilisty dávalo oproti Castillo Armasovi výhodu, v roce 1954 mu byla diagnostikována rakovina hrdla, což jej vyřadilo z výběru. A tak to byl Castillo Armas, který byl v exilu od neúspěšného puče v roce 1949 a operace PBFortune v roce 1951 na výplatní listině CIA tím, kdo měl vést nadcházející puč.
Castillo Armas dostal dostatek peněz, aby mohl naverbovat malou jednotku žoldnéřů z řad guatemalských exulantů a obyvatel okolních zemí. Tato skupina byla nazvána Armáda osvobození. CIA zřídila výcvikové tábory v Nikaragui a Hondurasu a dodala jim zbraně i několik bombardérů. S oběma těmito zeměmi podepsala USA před invazí do Guatemaly vojenské dohody, které jí umožnily volný pohyb těžších zbraní. CIA vycvičila nejméně 1725 zahraničních guerill plus tisíce dalších bojovníků jako rezervu. Tyto přípravy byly jen naoko tajné: CIA chtěla, aby se o nich Árbenz dozvěděl, což bylo součástí jejího plánu přesvědčit guatemalský lid, že svržení Árbenze je hotovou věcí. Kromě toho CIA navázala tajný kontakt s řadou představitelů katolické církve na guatemalském venkově a přesvědčila je, aby do svých kázání zahrnuli protivládní poselství.
V únoru 1954 CIA provedla operaci Washtub, kdy ve spolupráci s vládou Nikarague nastražila v zemi falešné skrýše se sovětskými zbraněmi, které měly údajně být určeny pro vládu Guatemaly. Tím chtěli u veřejnosti posílit důvěryhodnost svých obvinění vůči Árbenzovi.

### Nátlak na Latinskou Ameriku

#### Konference v Caracasu
Zatímco probíhaly přípravy na operaci PBSuccess, Washington vydal řadu prohlášení odsuzujících guatemalskou vládu a tvrdil, že byla infiltrována komunisty. Ministerstvo zahraničí také požádalo Organizaci amerických států, aby upravila program Meziamerické konference, která se měla konat v březnu 1954 v Caracasu, a požádalo o zařazení bodu nazvaného „Zásah mezinárodního komunismu v amerických republikách“, což bylo všeobecně považováno za krok namířený proti Guatemale. Dne 29. a 30. ledna 1954 guatemalská vláda zveřejnila dokumenty obsahující informace, které jí vyzradil člen Castillova týmu. Vláda neměla k dispozici originální dokumenty, a tak se dopustila špatného falšování, aby vylepšila informace, které měla k dispozici, a podkopala tak věrohodnost svých obvinění. Následovala série zatýkání Castillových spojenců v Guatemale a vláda vydala prohlášení, v nichž do spiknutí s cílem svrhnout Árbenze zapletla „vládu Severu“. Washington tato obvinění popřel a americká média se jednotně postavila na stranu své vlády; dokonce i publikace, které do té doby o Guatemale informovaly poměrně vyváženě, jako například The Christian Science Monitor, naznačovaly, že Árbenz podlehl komunistické propagandě. Několik kongresmanů také poukazovalo na obvinění guatemalské vlády jako na důkaz, že se stala komunistickou.
Na konferenci v Caracasu jednotlivé latinskoamerické vlády usilovaly o hospodářskou pomoc ze strany USA a také o to, aby se nadále nevměšovaly do jejich vnitřních záležitostí. Cílem americké vlády bylo přijmout rezoluci odsuzující údajné šíření komunismu na západní polokouli. Guatemalský ministr zahraničí Guillermo Toriello se proti rezoluci důrazně ohradil s tím, že představuje „internacionalizaci mccarthismu“. Přestože Toriellovy názory měly mezi delegáty podporu, antikomunistická rezoluce prošla, přičemž proti hlasovala pouze Guatemala, a to díky hlasům diktatur závislých na USA a hrozbě ekonomického nátlaku ze strany Johna Dullese. Přestože podpora Dullesova ostrého antikomunismu mezi delegáty nebyla tak silná, jak on i Eisenhower doufali, konference znamenala vítězství USA.

#### Dodávka zbraní z Československa
USA přestaly prodávat zbraně Guatemale v roce 1951, zatímco podepsaly dvoustranné obranné dohody a zvýšily dodávky zbraní sousednímu Hondurasu a Nikaragui. USA slíbily guatemalské armádě, že i ona může získat zbraně - pokud bude Árbenz svržen. V roce 1953 ministerstvo zahraničí zvýšiilo americké zbrojní embargo tím, že zmařilo Árbenzově vládě nákupy zbraní z Kanady, Německa a Rhodesie. V roce 1954 začal Árbenz zoufale potřebovat zbraně a rozhodl se je tajně získat z Československa, což by bylo poprvé, kdy by země sovětského bloku dodala zbraně do Ameriky, což bylo považováno za vytvoření komunistického předmostí v Americe. Zbraně byly do Guatemaly dopraveny v atlantickém přístavu Puerto Barrios švédskou nákladní lodí MS Alfhem, která vyplula z polského Štětína. Spojeným státům se zásilku nepodařilo zadržet, přestože na Guatemalu byla uvalena nezákonná námořní karanténa. „Důstojníci guatemalské armády“ citovaní v deníku The New York Times však uvedli, že „některé zbraně ... byly šmejdy, opotřebované nebo zcela nevhodné pro tamní použití.“ CIA vykreslila zásilku těchto zbraní jako sovětské vměšování do území Spojených států; pro CIA to byl poslední podnět k zahájení převratu.
Americká rétorika měla vliv i na guatemalskou armádu. Armáda byla vždy protikomunisticky naladěná a velvyslanec Peurifoy vyvíjel nátlak na vyšší důstojníky již od svého příjezdu do Guatemaly v říjnu 1953. Árbenz zamýšlel tajnou zásilku zbraní z Československa použít k posílení rolnických milicí v případě neloajality armády, ale USA o zásilce informovaly armádní velitele, čímž donutily Árbenze k jejich předání armádě a prohloubily rozkol mezi ním a jeho nejvyššími generály.

### Psychologická válka
Armáda Castilla Armase čítající 480 mužů nebyla dostatečně velká, aby porazila guatemalskou armádu, a to ani s pomocí letadel dodaných USA. Plány operace PBSuccess proto počítaly s kampaní psychologické války, která by Castillovo vítězství představila guatemalskému lidu jako hotovou věc a přiměla Árbenze k rezignaci. Propagandistická kampaň začala již dlouho před invazí - Americká informační agentura (USIA) napsala stovky článků o Guatemale na základě zpráv CIA a rozeslala desítky tisíc letáků po celé Latinské Americe. CIA přesvědčovala spřátelené vlády, aby promítaly videozáznamy z Guatemaly, které podporovaly americkou verzi událostí. V rámci psychologické války schválila americká PSB „nervovou válku proti jednotlivcům“, která měla v potenciálních loajalistech a dalších potenciálních odpůrcích převratu vyvolat strach a paranoiu. Tato kampaň zahrnovala výhrůžky smrtí politickým vůdcům, kteří byli považováni za loajální vládě nebo za komunisty, a zasílání malých dřevěných rakví, nefunkčních bomb a oprátek těmto lidem. Také bombardování mělo mít také psychologické důsledky, přičemž E. Howard Hunt ze CIA řekl: „To, co jsme chtěli udělat, byla kampaň teroru, která měla vyděsit zejména Arbenze, vyděsit jeho vojáky, podobně jako německé bombardéry Junkers děsily obyvatelstvo Holandska, Belgie a Polska.“
Úspěch lodě Alfheim při vyhnutí se námořní blokádě vedl k tomu, že Washington vystupňoval zastrašování Guatemaly prostřednictvím svého námořnictva. Dne 24. května zahájily USA operaci Hardrock Baker, námořní blokádu Guatemaly. Lodě a ponorky hlídkovaly u guatemalských břehů a všechny blížící se lodě byly zastavovány a prohledávány; mezi nimi byly i lodě z Británie a Francie, čímž bylo porušeno mezinárodní právo. Británie a Francie však příliš neprotestovaly v naději, že na oplátku nebudou USA zasahovat do jejich snah o potlačení vzbouřených kolonií na Blízkém východě. Zastrašování nebylo pouze námořní; 26. května přeletělo nad hlavním městem jedno z Castillových letadel a shazovalo letáky, které nabádaly lidi k boji proti komunismu a podpoře Castilla Armase.
Nejrozsáhlejší psychologickou zbraní byla rozhlasová stanice Hlas osvobození (La Voz de la Liberación). Tuto rozhlasovou stanici řídil zástupce E. Howarda Hunta David Atlee Phillips. Vysílání začalo dne 1. května 1954 a přenášelo protikomunistickou propagandu, která posluchače nabádala k odporu proti Árbenzově vládě a k podpoře osvobozeneckých sil Castilla Armase. Stanice tvrdila, že vysílá z hloubi džungle guatemalského vnitrozemí, čemuž mnoho posluchačů uvěřilo. Tato víra se rozšířila i mimo samotnou Guatemalu, zahraniční korespondenti z novin jako The New York Times věřili, že se jedná o nejautentičtější zdroj informací. Ve skutečnosti bylo vysílání vytvořeno v Miami guatemalskými exulanty, letecky dopraveno do Střední Ameriky a vysíláno prostřednictvím mobilního vysílače. Hlas osvobození uskutečnil úvodní vysílání, které bylo čtyřikrát opakováno, poté přešel na vysílání dvouhodinových bulletinů dvakrát denně. Vysílání bylo zpočátku v Guatemala City slyšet jen přerušovaně, o týden později CIA výrazně zvýšila vysílací výkon, což umožnilo jasný příjem v hlavním městě Guatemaly. Historici přisuzují rozhlasovému vysílání velkou zásluhu na úspěchu převratu, a to díky neklidu, který vyvolalo v celé zemi. Nečekaně jim pomohl výpadek vládní rozhlasové stanice, která na tři týdny přestala vysílat, zatímco se montovala nová anténa. Vysílání Hlasu osvobození pokračovalo po celou dobu konfliktu, vysílalo přehnané zprávy o povstaleckých jednotkách sbíhajících se k hlavnímu městu a přispělo k masivní demoralizaci armády i civilního obyvatelstva.

### Invaze Castilla Armase

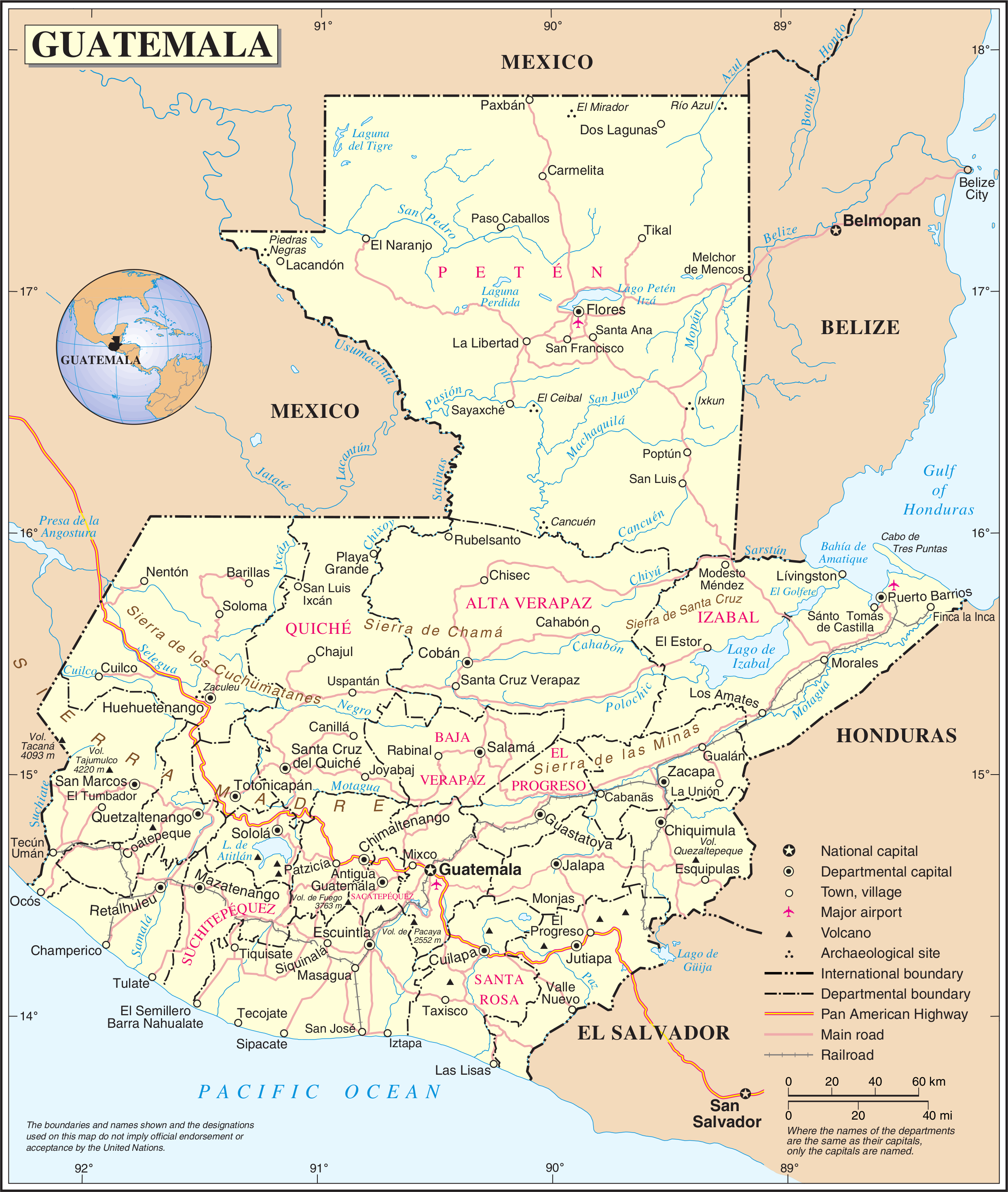
Armáda Carlose Castilla Armase vycvičená a financovaná CIA napadla Guatemalu z Hondurasu a ze Salvadoru. Invazní síly byly rozděleny do čtyř týmů, zaměřených na města Puerto Barrios, Zacapa, Esquipulas a Jutiapa.

Castillo Armasova jednotka čítající 480 mužů byla rozdělena do čtyř týmů o velikosti od 60 do 198 mužů. Dne 15. června 1954 tyto čtyři skupiny opustily své základny v Hondurasu a Salvadoru a shromáždily se v různých městech těsně u guatemalských hranic. Největší síla měla zaútočit na přístavní město Puerto Barrios u Atlantiku, zatímco ostatní zaútočily na menší města Esquipulas, Jutiapa a Zacapa, největší pohraniční stanoviště guatemalské armády. Zacapa měla velký význam pro kontrolu Guatemaly, protože se zde uskutečňovala většina obchodu na klíčových železničních trasách. Plán invaze se rychle potýkal s obtížemi; šedesátičlenný oddíl byl zadržen a uvězněn salvadorskými policisty dříve, než se dostal k hranicím. Dne 18. června 1954 v 8:20 hodin vedl Castillo Armas své invazní jednotky přes hranice. Invazi předcházelo deset vycvičených sabotérů, jejichž cílem bylo vyhodit do povětří železnice a přerušit telegrafní vedení. Přibližně ve stejnou dobu Castillova letadla přeletěla nad provládním shromážděním v hlavním městě. PSB nařídila bombardování pevnosti Matamoros v centru Guatemaly a stíhací letouny P-47 pilotované žoldáky bombardovaly město Chiquimula. Castillo Armas požadoval okamžitou Árbenzovu kapitulaci. Invaze vyvolala v hlavním městě krátkou paniku, která rychle opadla, protože povstalci nepodnikli žádné úderné kroky. Kvůli nedostatečnému zásobování trvalo Armasovým jednotkám několik dní, než dosáhly svých cílů, ačkoli jejich letadla dne 19. června alespoň vyhodila do povětří most.
Když povstalci dosáhli svých cílů, setkali se s dalšími neúspěchy. Skupina 122 mužů, jejichž cílem byla Zacapa, byla zadrženy a poražena posádkou 30 guatemalských vojáků, přičemž pouze 30 povstalců uniklo smrti nebo zajetí. Síly, které zaútočily na Puerto Barrios, byly zastaveny policisty a ozbrojenými přístavními dělníky, přičemž mnoho povstalců uprchlo zpět do Hondurasu. Ve snaze získat zpět výhodu se povstalecká letadla pokusila o letecké útoky na hlavní město. Tyto útoky způsobily jen malé materiální škody, ale měly značný psychologický dopad, což vedlo mnoho občanů k přesvědčení, že invazní síly jsou silnější, než ve skutečnosti byly. Povstalecké bombardéry musely odlétat z nikaragujského hlavního města Managuy; v důsledku toho měly omezený náklad a velká část bombardérů nahradila z důvodu nižší váhy bomby dynamitem nebo Molotovovými koktejly. Letadla se zaměřovala na muniční sklady, přehlídková místa a další viditelné cíle. Dne 22. června další letadlo bombardovalo honduraské město San Pedro de Copán; John Dulles to označil za akci guatemalského letectva, čímž se vyhnul diplomatickým důsledkům.
Dne 22. června 1954 se Armasovy síly omezily na jeden P-47, který provedl neúčinný nálet na hlavní město. Sponzoři Armase ze strany CIA se začali obávat, že operace PBSuccess může selhat. Plukovník Al Haney, který vedl operaci CIA, informoval Allena Dullese, že je zapotřebí více letadel, jinak by Armasova invaze zcela jistě selhala. Dulles zařídil prodej dalších tří letounů P-47 nikaragujské vládě, které měl zaplatit William Pawley, úspěšný podnikatel, Eisenhowerův stoupenec a konzultant CIA. Na schůzce v Oválné pracovně Dulles a další informovali prezidenta Eisenhowera o potřebě dalších letadel pro invazi do Armasu. Po Eisenhowerově souhlasu letadla jménem nikaragujské vlády Pawley skutečně zakoupil. Letouny odletěly z Portorika do Panamy a 23. června vyrazily do akce, přičemž zasáhly guatemalské armádní jednotky a další cíle v hlavním městě. Brzy ráno 27. června 1954 zaútočilo letadlo na Puerto San José a bombardovalo britskou nákladní loď SS Springfjord, která byla pronajata americké společnosti W.R. Grace and Company Line a byla naložena guatemalskou bavlnou a kávou. Za tento incident musela CIA zaplatit jeden milion amerických dolarů jako odškodnění.

### Guatemalská odpověď

#### Vojenská odpověď
Árbenzova vláda původně zamýšlela odrazit invazi vyzbrojením obyvatelstva vojenského věku, dělnických milicí a guatemalské armády. Odpor ozbrojených složek i veřejná známost tajného nákupu zbraní přiměly prezidenta k dodávkám zbraní pouze armádě. Árbenz byl od počátku invaze přesvědčen, že Castillo Armas může být vojensky poražen, a tuto důvěru vyjadřoval i veřejně. Obával se však, že Armasova porážka by mohla vyprovokovat přímou invazi americké armády. To také přispělo k jeho rozhodnutí zpočátku nevyzbrojovat civilisty; protože k tomu neměl pragmatický důvod, mohlo ho to stát podporu armády. Carlos Enrique Díaz, velitel guatemalských ozbrojených sil, Árbenzovi řekl, že vyzbrojování civilistů by bylo u jeho vojáků nepopulární a že „armáda [by] měla splnit svou povinnost.“
Árbenz místo toho Díazovi řekl, aby vybral důstojníky, kteří povedou protiútok. Díaz vybral sbor důstojníků, kteří byli všichni považováni za osobně bezúhonné muže a kteří byli loajální vůči Árbenzovi. V noci 19. června odešla většina guatemalských vojáků z oblasti hlavního města do Zacapy, kde se k nim připojily menší oddíly z jiných posádek. Árbenz prohlásil, že „invaze byla fraška“, ale obával se, že pokud bude na honduraských hranicích poražen, Honduras toho využije jako záminky k vyhlášení války Guatemale, což by vedlo k americké invazi. Kvůli zvěstem šířeným Hlasem osvobození panovaly na venkově obavy, že se blíží útok páté kolony; velké množství rolníků chodilo za vládou a žádalo o zbraně na obranu své země. Bylo jim opakovaně řečeno, že armáda „úspěšně brání naši zemi.“ Přesto rolničtí dobrovolníci pomáhali vládnímu válečnému úsilí, obsazovali zátarasy a darovali armádě zásoby. Zásilky zbraní shazované povstaleckými letadly byly zachyceny a předány vládě.

#### Diplomatická odpověď
Árbenzova vláda se snažila invazi ukončit také diplomatickými prostředky. Hledala podporu u Salvadoru a Mexika; Mexiko se odmítlo zapojit a salvadorská vláda pouze informovala Peurifoye o guatemalském úsilí. Největší Árbenzovou diplomatickou iniciativou bylo předložení problému Radě bezpečnosti OSN. Dne 18. června guatemalský ministr zahraničí požádal Radu, aby „přijala nezbytná opatření...k zastavení agrese“, za kterou podle něj nesou odpovědnost Nikaragua a Honduras spolu s „některými zahraničními monopoly, které byly postiženy pokrokovou politikou naší vlády.“ Rada bezpečnosti se guatemalskou stížností zabývala na mimořádném zasedání 20. června. Debata byla dlouhá a bouřlivá, Nikaragua a Honduras popíraly jakékoli pochybení a USA prohlásily, že Eisenhowerova role generála ve druhé světové válce ukázala, že byl proti imperialismu.
Sovětský svaz byl jedinou zemí, která Guatemalu podpořila. Když USA a jejich spojenci navrhli, aby byla záležitost postoupena Organizaci amerických států, Sovětský svaz tento návrh vetoval. Guatemala nadále prosazovala vyšetřování v Radě bezpečnosti; návrh podpořily Velká Británie a Francie, ale 24. června jej Spojené státy vetovaly, což bylo poprvé, kdy tak učinily proti svým spojencům. USA to doprovodily výhrůžkami zahraničním úřadům obou zemí, že USA přestanou podporovat jejich další iniciativy. Generální tajemník OSN Dag Hammarskjöld označil postoj USA za „dosud nejvážnější úder namířený proti Organizaci spojených národů“. Meziamerický mírový výbor zřídil vyšetřovací misi; Washington využil svého vlivu k tomu, aby vstup výboru odložil až do doby, kdy bude dokončen převrat a nastolena vojenská diktatura.

### Árbenzova rezignace
Árbenz byl zpočátku přesvědčen, že jeho armáda rychle potlačí povstalecké síly a vítězství malé posádky 30 vojáků nad 180 silnými povstaleckými silami mimo Zacapu jeho víru posílilo. Do 21. června se guatemalští vojáci shromáždili v Zacapě pod velením plukovníka Víctora M. Leóna, o kterém se věřilo, že je věrný Árbenzovi. León řekl Árbenzovi, že protiútok bude z logistických důvodů odložen, ale ujistil ho, aby se nebál, protože Castillo Armas bude velmi brzy poražen. Ostatní členové vlády si tak jistí nebyli. Náčelník generálního štábu Parinello 23. června provedl inspekci vojáků v Zacapě a vrátil se do hlavního města v domnění, že armáda odmítne bojovat. V obavě ze zásahu USA Árbenzovi o svém podezření neřekl. Vůdci PGT také začali mít své podezření; úřadující generální tajemník Alvarado Monzón vyslal člena ústředního výboru do Zacapy, aby to prošetřil. Vrátil se 25. června a oznámil, že armáda je velmi demoralizovaná a nebude bojovat. Monzón to oznámil Árbenzovi, který rychle poslal dalšího vyšetřovatele. I on vrátil stejnou zprávu s dodatečným vzkazem od důstojníků ze Zacapy – žádaly prezidenta, aby rezignoval. Důstojníci věřili, že vzhledem k americké podpoře rebelů je porážka nevyhnutelná a může za to právě prezident. Uvedl, že pokud Árbenz neodstoupí, armáda pravděpodobně uzavře dohodu s Armasem a půjde s ním v pochodu na hlavní město.
Během tohoto období začal Armas zesilovat své letecké útoky pomocí dalších letadel, která Eisenhower schválil. Nebylo to však natolik úspěšné; mnohé z bomb byly přebytečným materiálem z druhé světové války a nevybuchly. Přesto měly významný psychologický dopad. Dne 25. června, ve stejný den, kdy obdržel armádní ultimátum, se Árbenz dozvěděl, že Castillo Armas dosáhl toho, co se později ukázalo jako jeho jediné vojenské vítězství, když porazil guatemalskou posádku v Chiquimule. Historik Piero Gleijeses prohlásil, že nebýt podpory USA pro povstání, důstojnický sbor guatemalské armády by zůstal věrný Árbenzovi, protože ačkoli nebyl jednotně jeho příznivci, byl opatrnější vůči Castillo Armasovi. Zároveň byl v armádě silný nacionalistický duch, avšak věřili, že USA zasáhnou vojensky, což povede k bitvě, kterou nemohli vyhrát.
V noci na 25. června svolal Árbenz setkání nejvyšších představitelů vlády, politických stran a odborů. Plukovník Díaz byl také přítomen. Prezident jim řekl, že armáda v Zacapě opustila vládu a že k obraně země je třeba vyzbrojit civilní obyvatelstvo. Díaz nevznesl žádné námitky a odbory přislíbily několik tisíc vojáků. Když byli vojáci druhý den shromážděni, objevilo se jich jen několik stovek. Civilní obyvatelstvo hlavního města bojovalo po boku guatemalské revoluce již dvakrát - během lidového povstání v roce 1944 a během pokusu o převrat v roce 1949. Členové odborů se zdráhali bojovat jak proti invazi, tak proti vlastní armádě. Když to Díaz viděl, popřel svou podporu prezidenta a začal plánovat svržení Árbenze s pomocí dalších vyšších armádních důstojníků. Informovali velvyslance USA Peurifoye o tomto plánu a požádali ho, aby zastavil nepřátelství výměnou za Árbenzovu rezignaci. Ten jim slíbil, že zařídí příměří, spiklenci tak šli za Árbenzem a informovali jej o svém rozhodnutí. Árbenz, zcela vyčerpaný a usilující o zachování alespoň části demokratických reforem, které přinesl, bez námitek souhlasil. Poté, co o svém rozhodnutí informoval svůj kabinet, opustil 27. června 1954 ve 20 hodin prezidentský palác, poté co nahrál rezignační projev, který byl odvysílán o hodinu později. V něm uvedl, že rezignuje, aby odstranil „záminku k invazi“, a že si přeje zachovat výdobytky guatemalské revoluce. Šel na nedalekou mexickou ambasádu, kde požádal o politický azyl. O dva měsíce později mu byl umožněn bezpečný průchod ze země a odletěl do exilu v Mexiku.
Asi 120 Árbenzovi loajálním nebo komunistům bylo také umožněno odejít a CIA uvedla, že žádný z plánů atentátu, o nichž CIA uvažovala, nebyl ve skutečnosti realizován. Dne 30. června 1954 zahájila CIA komplexní proces ničení dokumentů souvisejících s operací PBSuccess. Když dozorčí výbor Senátu Spojených států v roce 1975 vyšetřoval historii programu vražd CIA a požádal o informace o programu atentátů CIA v rámci operace PBSuccess, CIA prohlásila, že všechny takové záznamy ztratila. Novinářka Annie Jacobsen uvádí, že tvrzení CIA, že nedošlo k žádným atentátům, je pochybné. V květnu 1997 CIA uvedla, že znovu objevila některé ze svých dokumentů, o kterých řekla, že byly ztraceny. Jména cílů atentátu byla však zredigována, což znemožnilo ověřit, zda někdo z lidí na seznamu atentátů CIA byl skutečně zabit v rámci operace.

### Vojenská vláda

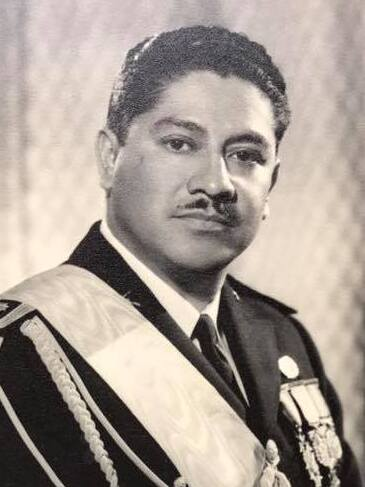
Carlos Enrique Díaz de León, velitel generálního štábu prezidenta Árbenze a následník ve funkci prezidenta po jeho rezignaci

Bezprostředně poté, co prezident oznámil svou rezignaci, Díaz v rádiu oznámil, že přebírá prezidentský úřad a že armáda bude pokračovat v boji proti Armasově invazi. Vedl vojenskou juntu, kterou také tvořili plukovníci Elfego Hernán Monzón Aguirre a Jose Angel Sánchez. O dva dny později velvyslanec Peurifoy řekl Díazovi, že musí odstoupit, protože podle slov důstojníka CIA, který mluvil s Díazem, „není vhodný pro americkou zahraniční politiku.“ Peurifoy kritizoval Díaze za to, že umožnil Árbenzovi kritizovat Spojené státy v jeho rezignační řeči; během jejich rozhovoru pilot vycvičený v USA shodil bombu na hlavní zásobník prachu armády, aby plukovníka zastrašil. Brzy poté byl Díaz svržen rychlým nekrvavým převratem vedeným plukovníkem Monzónem, který byl více poddajný zájmům USA. Díaz později uvedl, že mu Peurifoy předložil seznam jmen komunistů a požadoval, aby byli všichni do dalšího dne zastřeleni; Díaz odmítl a kvůli tomu si znepřátelil amerického velvyslance. Dne 17. června začali armádní vůdci v Zacapě vyjednávat s Castillo Armasem. O tři dny později podepsali pakt, Pacto de Las Tunas, který podřídil armádní složky v Zacapě Armasovi výměnou za všeobecnou amnestii. Armáda se vrátila do svých kasáren o několik dní později, údajně „sklíčená, s hrozným pocitem porážky.“
Přestože byl Monzón neochvějně antikomunista a opakovaně mluvil o své loajalitě k USA, nebyl ochoten předat moc Castillu Armasovi. Pád Díaze vedl Peurifoye k přesvědčení, že CIA by měla nechat ministerstvo zahraničí hrát hlavní roli o nové vládě. Ministerstvo zahraničí požádalo Óscara Osorio, diktátora El Salvadoru, aby pozval všechny zúčastněné strany k rozhovoru v San Salvadoru. Osorio souhlasil, přičemž Monzón a Castillo Armas dorazili do salvadorského hlavního města dne 30. června. Peurifoy zpočátku zůstal v Guatemala City, aby se vyhnul zdání role USA v převratu, ale byl nucen odcestovat do San Salvadoru, když se jednání prvního dne blížila ke zhroucení. Monzón ani Castillo Armas by bez podpory USA nemohli zůstat u moci, takže Peurifoy mohl vynutit dohodu, která byla oznámena ve dne 2. července ve 4:45. Castillo Armas a jeho podřízený major Enrique Trinidad Oliva se připojili k tříčlenné juntě v čele s Monzónem, který zůstal prezidentem. Dne 7. července odstoupili plukovníci Dubois a Cruz Salazar, Monzónovi příznivci z junty, podle tajné dohody, kterou uzavřeli bez Monzónova vědomí. V přesile také odstoupil Monzón, což umožnilo Castillo Armasovi být jednomyslně zvolen prezidentem junty. Každý z plukovníků dostal za spolupráci 100 000 amerických dolarů. USA okamžitě (13. července) uznaly novou vládu. Brzy po nástupu do úřadu čelil Castillo Armas převratu ze strany mladých armádních kadetů, kteří nebyli spokojeni s kapitulací armády. Puč byl rozdrcen a zanechal 29 mrtvých a 91 zraněných. Začátkem října se konaly volby, ve kterých byly zakázány všechny politické strany. Castillo Armas byl jediným kandidátem a vyhrál volby s 99 % hlasů.

## Reakce
Guatemalský státní převrat byl mezinárodně odsouzen. Pařížský deník Le Monde a londýnský list The Times napadly převrat jako „ekonomický kolonialismus“. V Latinské Americe bylo veřejné i oficiální mínění vůči USA ostře kritické, pro mnohé se Guatemala stala symbolem ozbrojeného odporu proti americké hegemonii. Bývalý britský premiér Clement Attlee jej označil za „jasný akt agrese“. Když Allen Dulles označil převrat za vítězství „demokracie“ nad komunismem a prohlásil, že situaci v Guatemale „léčí sami Guatemalci“, jeden britský úředník poznamenal, že „by to skoro mohl být Molotov, který mluví o Polsku nebo Hitler hovořící o Československu“. Generální tajemník OSN Hammarskjöld prohlásil, že invaze polovojenských jednotek byla geopolitickou akcí, která porušila ustanovení Charty OSN. Dokonce i obvykle proamerické západoněmecké noviny převrat odsoudily. Kate Doyleová, ředitelka projektu Mexiko v americkém Národním bezpečnostním archivu, označila převrat za definitivní smrtelnou ránu demokracii v Guatemale.
Převrat měl širokou podporu amerických politiků. Historik Piero Gleijeses píše, že zahraniční politika republikánské i demokratické strany vyjadřovala neústupné prosazování hegemonie USA ve Střední a Latinské Americe, což je předurčovalo k tomu, aby viděli komunistické hrozby i tam, kde žádné neexistovaly. Eisenhowerovo pokračování Monroeovy doktríny tak mělo podporu obou stran. Převrat se v Latinské Americe setkal se silnými negativními reakcemi; následovala vlna protiamerických protestů. Tyto nálady přetrvávaly několik desetiletí; historici poukazují na převrat jako na důvod nepřátelského přijetí amerického viceprezidenta Richarda Nixona při jeho návštěvě Latinské Ameriky o čtyři roky později. Studie ministerstva zahraničí zjistila, že negativní reakce veřejnosti na převrat se objevily v jedenácti latinskoamerických zemích, včetně několika jinak proamerických. Historik John Lewis Gaddis uvádí, že znalost role CIA při převratech v Íránu a Guatemale dala agentuře „v celé Latinské Americe a na Blízkém východě téměř mytickou pověst nástroje, s jehož pomocí mohou Spojené státy sesadit vlády, které se jim nelíbí, kdykoli si to přejí.“
Československo převrat sledovalo v zahraniční rubrice Rudého práva, avšak sledování událostí bylo zastíněno řešením otázky války v Koreji. Dne 19. června 1954 vydaly noviny informaci o protestu poslanecké sněmovny Chile proti agresi v Guatemale. Rudé právo dne 28. června 1954 článek „Rozhořčený protest národů proti agresi v Guatemale,“ ve kterém shrnuje reakce Salvadoru, Chille, Francie, Dánska a Norska.

## Pozdější události

### Operace PBHistory

Během operace PBHistory se CIA snažila marně nalézt napojení Guatemalské strany práce na Sovětský svaz

Operace PBHistory byla snahou CIA analyzovat dokumenty Árbenzovy vlády, aby dodatečně ospravedlnila převrat z roku 1954, zejména nalezením důkazů o tom, že guatemalští komunisté byli pod vlivem Sovětského svazu. Vzhledem k rychlému svržení Árbenzovy vlády se CIA domnívala, že administrativa nebude moci zničit žádné usvědčující dokumenty a že je bude možné analyzovat a prokázat údajné Árbenzovy vazby na Sovětský svaz. CIA také věřila, že jí to pomůže lépe pochopit fungování latinskoamerických komunistických stran, o nichž měla CIA jen velmi málo reálných informací. Poslední motivací byla skutečnost, že mezinárodní reakce na převrat byly velmi negativní, a to i mezi spojenci USA, a CIA chtěla těmto protiamerickým náladám čelit. Operace začala dne 4. července 1954 příjezdem čtyř agentů CIA do Guatemaly, které vedl specialista na strukturu komunistických stran. Jejich cílem byly Árbenzovy osobní věci, policejní dokumenty a ústředí Guatemalské strany práce.
Přestože se při počátečním pátrání nepodařilo najít žádné vazby na Sovětský svaz, CIA se rozhodla operaci rozšířit a 4. srpna byl do akce nasazen mnohem větší tým, jehož členové pocházeli z mnoha vládních oddělení, včetně ministerstva zahraničí a USIA. Pracovní skupina dostala krycí název Social Research Group. Aby se CIA vyhnula konfrontaci s guatemalskými nacionalisty, rozhodla se ponechat dokumenty v guatemalském držení a místo toho financovala vytvoření guatemalské zpravodajské agentury, která by se pokusila rozbít komunistické organizace. Tak byl 20. července vytvořen Národní výbor na obranu proti komunismu (Comité de Defensa Nacional Contra el Comunismo), kterému byly uděleny velké pravomoci v oblasti vojenských a policejních funkcí. Personál nové agentury byl také pověřen analýzou stejných dokumentů. Fáze zpracování dokumentů byla ukončena 28. září 1954, kdy bylo prozkoumáno 500 000 dokumentů. Mezi jednotlivými americkými vládními agenturami panovalo napětí ohledně využití informací; CIA je chtěla využít k rozvrácení komunistů, USIA k propagandě. Vedení operace CIA jí umožnilo ponechat si kontrolu nad všemi dokumenty, které považovala za nezbytné pro tajné operace.
V následujícím desetiletí shromážděné dokumenty využili autoři několika knih, nejčastěji s tajnou pomocí CIA, které popisovaly guatemalskou revoluci a převrat v roce 1954 ve prospěch CIA. Navzdory úsilí CIA zůstávaly mezinárodní i akademické reakce na americkou politiku velmi negativní. CIA se však snažila o to, aby se dokumenty dostaly do povědomí veřejnosti. Dokonce i knihy částečně financované CIA byly k její roli poněkud kritické. PBHistory se nepodařilo splnit hlavní cíl, kterým bylo najít přesvědčivé důkazy o tom, že PGT byla nástrojem Sovětského svazu, nebo dokonce že měla vůbec nějaké spojení s Moskvou.

### Politický odkaz

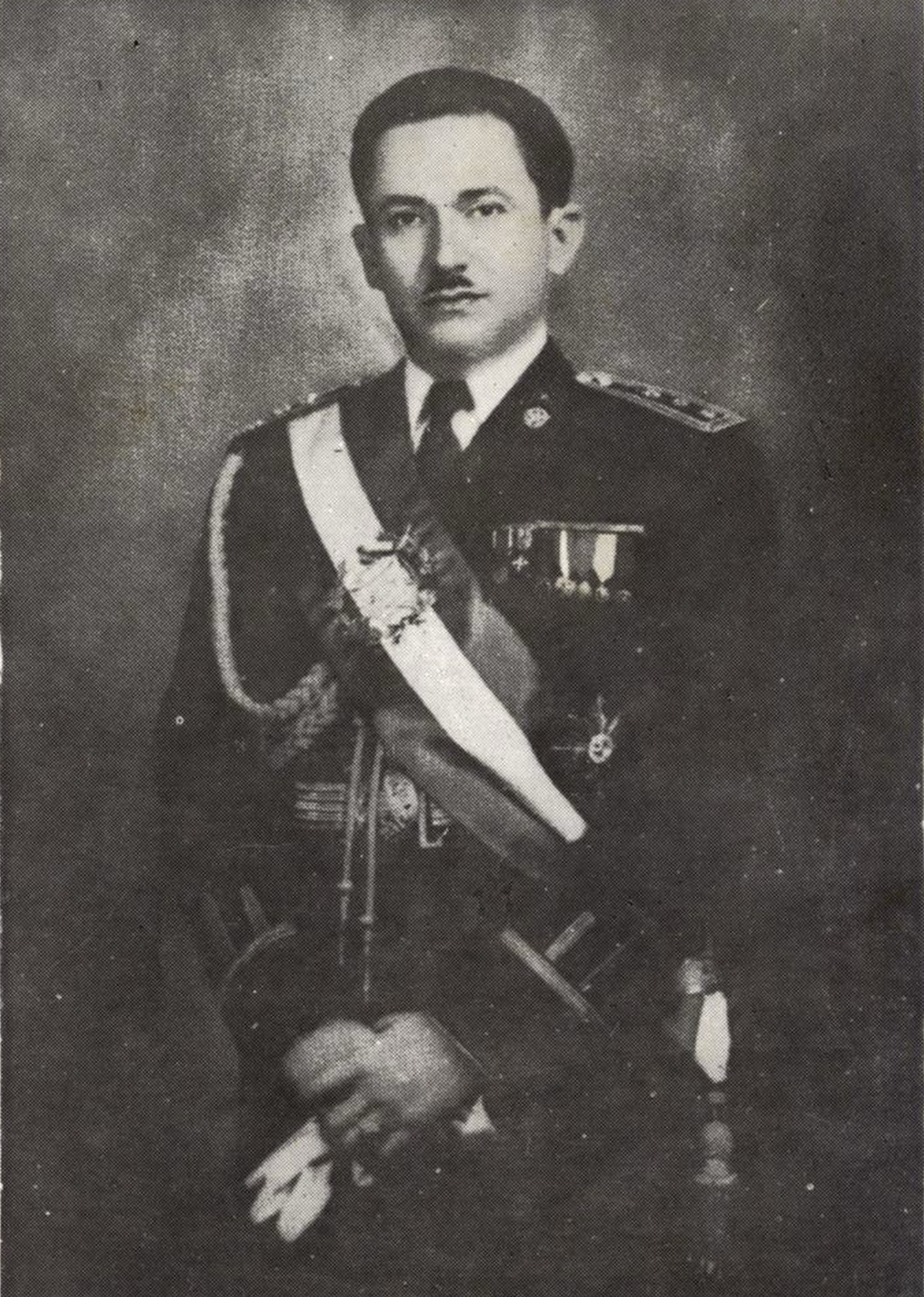
Oficiální prezidentský portrét Castilla Armase

Mezi civilisty v Guatemala City byl během převratu i 25letý Che Guevara. Po několika neúspěšných pokusech bojovat na straně vlády se Guevara ukryl na argentinském velvyslanectví a nakonec mu byl umožněn bezpečný odjezd do Mexika, kde se připojil ke kubánské revoluci. Zkušenosti z guatemalského převratu měly velký vliv na jeho přesvědčení „o nutnosti ozbrojeného boje proti imperialismu“ a měly se stát základem jeho úspěšné vojenské strategie během kubánské revoluce. Árbenzovy zkušenosti z guatemalského převratu také pomohly kubánskému režimu Fidela Castra zmařit invazi CIA.
V Guatemale se Castillo Armas obával, že mu chybí podpora lidu, a proto se snažil eliminovat veškerou opozici. Okamžitě zatkl několik tisíc opozičních vůdců a označil je za komunisty, zrušil ústavu z roku 1945 a udělil si prakticky neomezenou moc. Když se věznice přeplnily, byly pro vězně vybudovány koncentrační tábory. Na radu Allena Dullese Armas nechal zadržet řadu občanů, kteří se snažili uprchnout ze země. Národní výbor na obranu proti komunismu získal rozsáhlé pravomoci zatýkat, zadržovat a deportovat. Během několika následujících let výbor vyšetřoval téměř 70 000 osob. Proti juntě se brzy rozvinulo povstání, které vláda tvrdě potlačila. Tisíce lidí byly svévolně uvězněny a jen málokdo stanul před soudem. Mnoho lidí bylo popraveno, „zmizelo“, bylo mučeno nebo zmrzačeno. Ve Finca Jocatán v okolí Tiquisate, kde byly na počátku revoluce v roce 1944 založeny první odbory v soukromém sektoru v zemi, bylo bezprostředně po převratu popraveno odhadem 1000 dělníků United Fruit Company. Armas postavil mimo zákon všechny odbory, rolnické organizace a politické strany, kromě svého vlastního Hnutí národního osvobození (Movimiento de Liberación Nacional, MLN), které bylo vládnoucí stranou až do roku 1957 a vlivné zůstalo i během dalších desetiletí.
Armasova závislost na důstojnickém sboru a žoldácích, kteří ho vynesli k moci, vedla k rozsáhlé korupci a Eisenhowerova administrativa dotovala guatemalskou vládu mnoha miliony amerických dolarů. Castillo Armas také zvrátil Árbenzovy agrární reformy, což vedlo americké velvyslanectví k poznámce, že šlo o „dlouhý krok zpět“. Castillo Armas byl v roce 1957 zavražděn.
UFC navíc z převratu neprofitovala; přestože získala zpět většinu svých privilegií, její zisky nadále klesaly a nakonec byla sloučena s jinou společností, aby se zachránila před bankrotem. Z převratu neprofitovala ani katolická církev. Navzdory vlivu, který měli na převrat někteří představitelé místní katolické církve, se v 60. letech obnovila protikatolická omezení, která byla v Guatemale uplatňována za předchozích vlád, neboť mnohé antikomunistické vlády měly pocit, že církev příliš sympatizuje se socialistickými stranami.

### Občanská válka

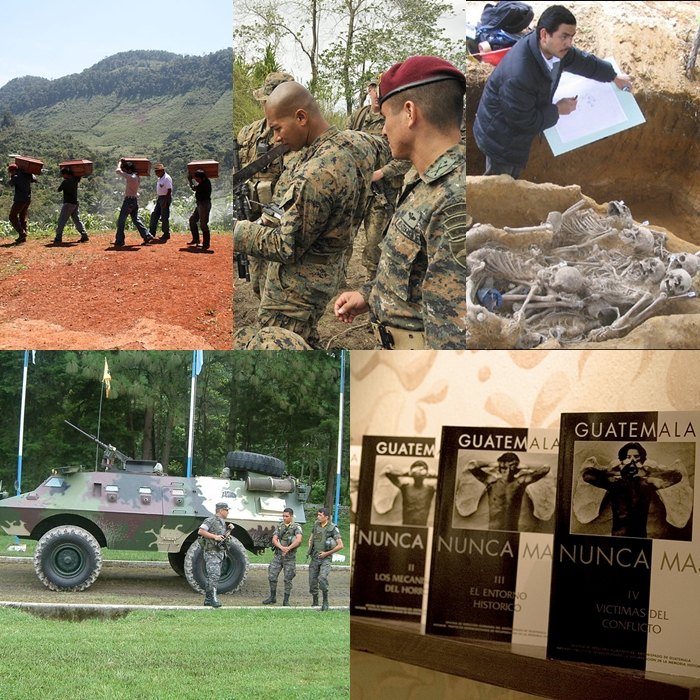
Občanské válce v Guatemale podlehlo více než 200 tisíc civilistů

Od roku 1960 vyústila likvidace progresivní politiky v řadu levicových povstání na venkově. To vyvolalo 36 let trvající občanskou válku mezi vojenskou vládou podporovanou USA a levicovými povstalci, kteří měli často značnou podporu obyvatelstva. Největší z těchto hnutí vedla Partyzánská armáda chudých, která v době svého největšího rozmachu čítala 270 000 členů. Během občanské války se obě strany dopouštěly krutostí na civilním obyvatelstvu; 93 % z nich spáchala vláda podporovaná armádou. Tyto krutosti zahrnovaly genocidní kampaň spálené země proti domorodému mayskému obyvatelstvu v 80. letech 20. století. Násilí bylo obzvláště kruté během prezidentství Ríose Montta a Lucase Garcíi.
Další porušování lidských práv zahrnovalo masakry civilního obyvatelstva, znásilňování, letecké bombardování a zmizení. Historik Gleijeses napsal, že v Guatemale „vládne kultura strachu“ a že Guatemala je „nejhorším rekordmanem v porušování lidských práv v Latinské Americe“. Tato porušování byla částečně důsledkem obzvláště brutální protipovstalecké strategie, kterou vláda přijala. Ideologický narativ, že převrat v roce 1954 představoval boj proti komunismu, byl často používán k ospravedlnění vládního násilí v 80. letech 20. století. Naopak historici připisují násilí „antikomunistické paranoie“, kterou převrat a zejména vláda Spojených států vyvolali. Občanská válka skončila v roce 1996 mírovou dohodou mezi guerillami a vládou, která zahrnovala amnestii pro bojovníky na obou stranách. Občanská válka zabila podle odhadů 200 000 civilistů.

### Omluva
Americký prezident Bill Clinton se v roce 1999 omluvil Guatemale za zvěrstva spáchaná diktátorskými režimy podporovanými Spojenými státy. Omluva přišla krátce po zveřejnění zprávy komise, která dokumentovala americkou podporu vojenských sil, jež se dopustily genocidy.
V roce 2011 podepsala guatemalská vláda s pozůstalou Árbenzovou rodinou dohodu o obnovení jeho odkazu a veřejné omluvě za roli vlády při jeho svržení. Součástí této dohody bylo i finanční vyrovnání s rodinou. Formální omluvu přednesl dne 20. října 2011 v Národním paláci guatemalský prezident Álvaro Colom synovi bývalého prezidenta Jacoba Árbenze Villanovi. Colom prohlásil: „Byl to zločin vůči guatemalské společnosti a akt agrese vůči vládě, která prožívala své demokratické jaro.“ Dohoda stanovila několik forem odškodnění pro Árbenzovu rodinu.